# Ilaria Mauro
Pour les articles homonymes, voir Mauro.
Ilaria Mauro (née à Gemona del Friuli le 22 mai 1988) est une attaquante de football italienne qui joue pour l'Inter Milan en Serie A italienne. Elle a également joué pour l'équipe nationale italienne.

## Carrière de club

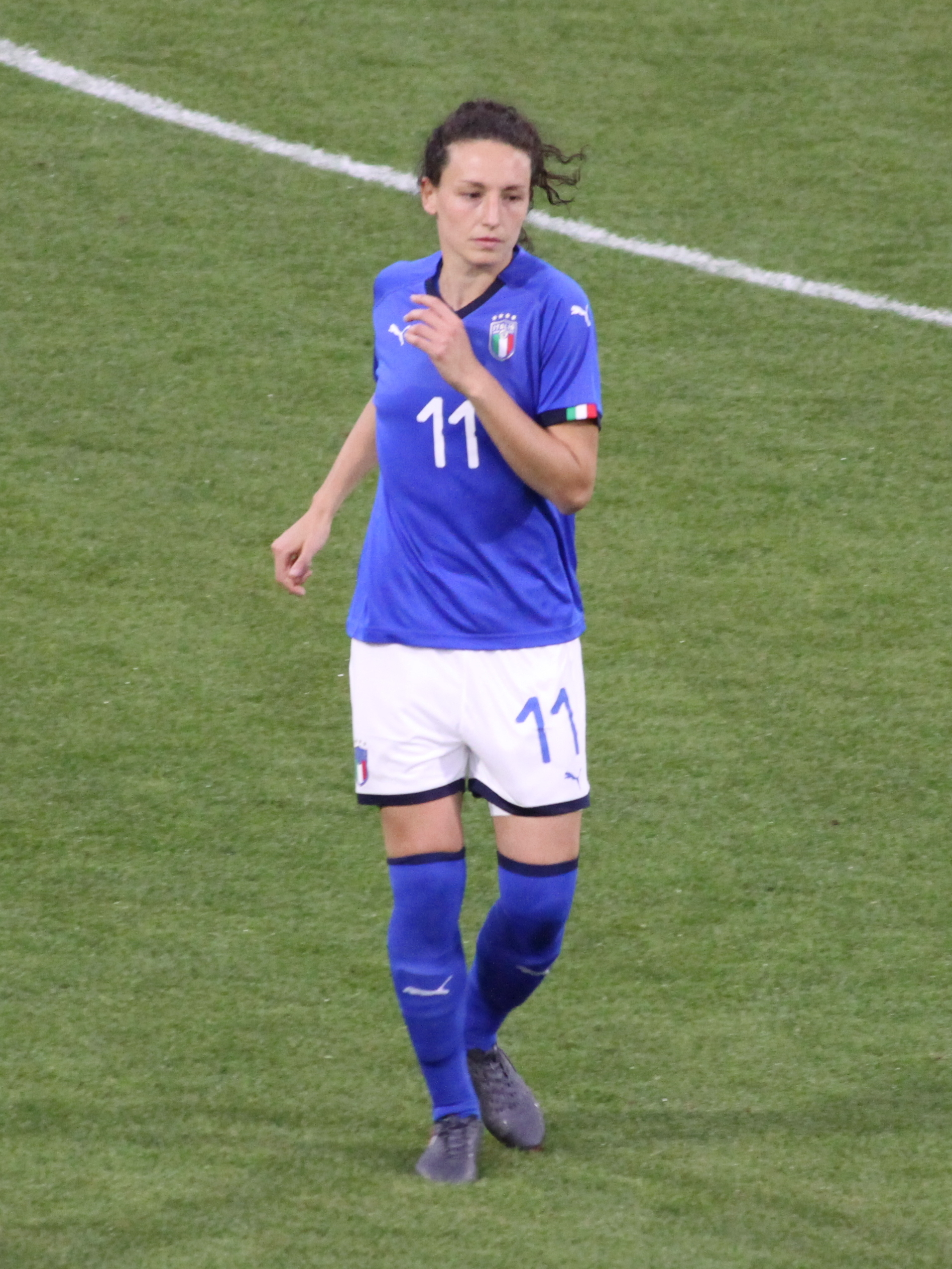
Ilaria Mauro, attaquante de la sélection féminine italienne, lors du match Italie-Belgique le 10 avril 2018 au stade Paolo Mazza de Ferrara.

Ilaria Mauro a passé la première partie de sa carrière avec UPC Tavagnacco en Serie A en Italie. Après 12 saisons avec Tavagnacco, Mauro a décidé de déménager à l' étranger en 2013. Elle a signé pour SC Sand de la deuxième division allemande. Deux ans plus tard, elle rejoint le FFC Turbine Potsdam de la Bundesliga allemande. 
En 2016, elle retourné en Italie à la Fiorentina.

## Carrière internationale
Ilaria Mauro a fait ses débuts dans l'équipe nationale senior le 10 mars 2008; une victoire 2 à 0 sur la Chine lors de l'édition de la coupe Algarve 2008  à Loulé. Son premier but pour l'Italie est  contre le Danemark au Championnat d'Europe féminin de football 2013. 
Elle participe au  Championnat d'Europe féminin de football 2017.
En 2019, elle fait partie des 23 joueuses retenues afin de participer à la Coupe du monde organisée en France.
| Compétition         | Étape         | Date       | Lieu          | Adversaire      | Buts | Résultat | Total |
| ------------------- | ------------- | ---------- | ------------- | --------------- | ---- | -------- | ----- |
| Euro 2013           | Premier tour  | 13-07-2013 | Halmstad      | Danemark        | 1    | 2–1      | 1     |
| Coupe du monde 2015 | Qualification | 20-09-2013 | Halmstad      | Estonie         | 1    | 5-1      | 1     |
| Euro 2017           | Qualification | 27-10-2015 | Chomutov      | Tchéquie        | 1    | 3–0      | 7     |
| Euro 2017           | Qualification | 12-04-2016 | Reggio Emilia | Irlande du Nord | 1    | 3-1      | 7     |
| Euro 2017           | Qualification | 07-06-2016 | Gori          | Géorgie         | 1    | 7–0      | 7     |
| Euro 2017           | Qualification | 20-09-2016 | Vercelli      | Tchéquie        | 2    | 3-1      | 7     |
| Euro 2017           | Premier tour  | 17-07-2017 | Rotterdam     | Russie          | 1    | 1-2      | 7     |
| Euro 2017           | Premier tour  | 21-07-2017 | Tilburg       | Allemagne       | 1    | 1-2      | 7     |

## Palmarès
UPC Tavagnacco
- Coupe d'Italie Féminine : Gagnante 2012–13

Fiorentina
- Serie A : Gagnant 2016–2017
- Coupe d'Italie Féminine : Gagnante 2016-17